# Pfarrkirche St. Oswald bei Plankenwarth

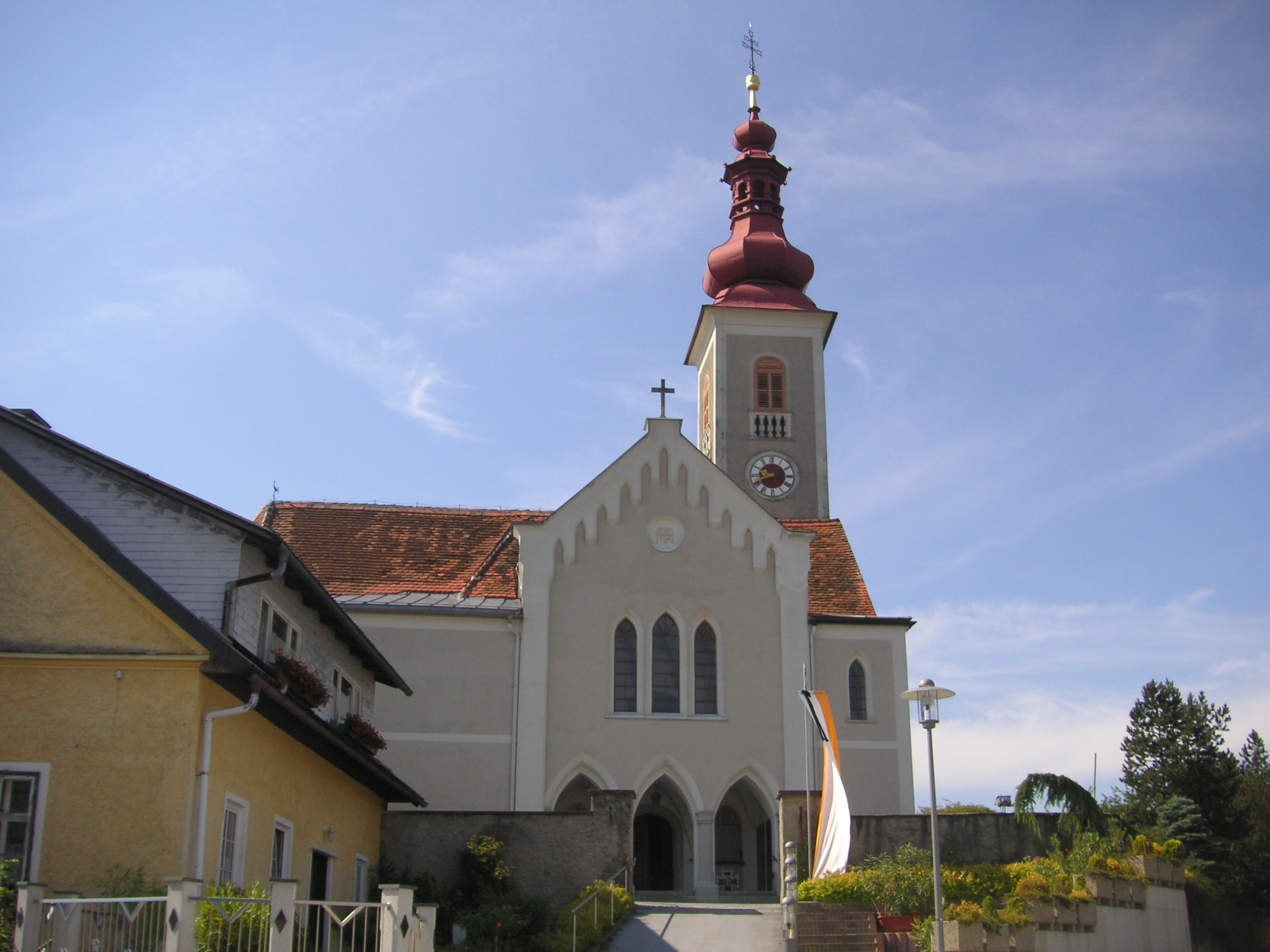
Kath. Pfarrkirche hl. Oswald in Sankt Oswald bei Plankenwarth

Die römisch-katholische Pfarrkirche St. Oswald bei Plankenwarth steht auf einer Anhöhe über dem Ort Sankt Oswald bei Plankenwarth im Bezirk Graz-Umgebung in der Steiermark. Die unter dem Patrozinium des heiligen Oswald stehende Pfarrkirche gehört zum Dekanat Rein in der Diözese Graz-Seckau. Die Kirche und die Kirchhofanlage stehen unter Denkmalschutz.

## Geschichte
Die erste urkundliche Erwähnung der Kirche stammt aus dem Jahr 1402. Bis 1786 war sie eine Filialkirche der St. Bartholomäer Pfarrkirche. Im 17. und im 19. Jahrhundert wurde das Gebäude erweitert. Eine Restaurierung der Außenseite fand im Jahr 1963 statt. Der Innenraum wurde 2008 renoviert.

## Beschreibung

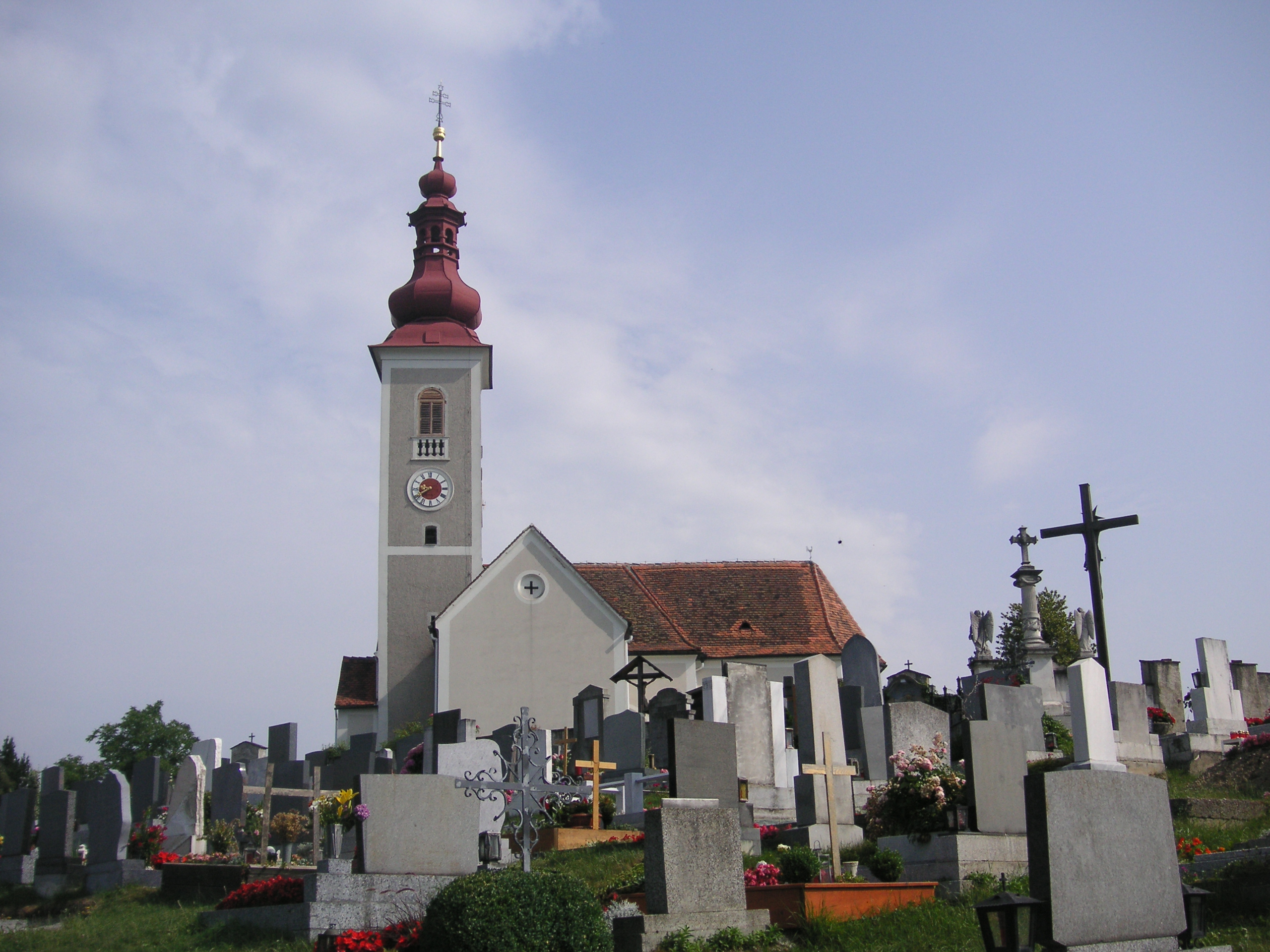
Blick vom Friedhof auf die Pfarrkirche

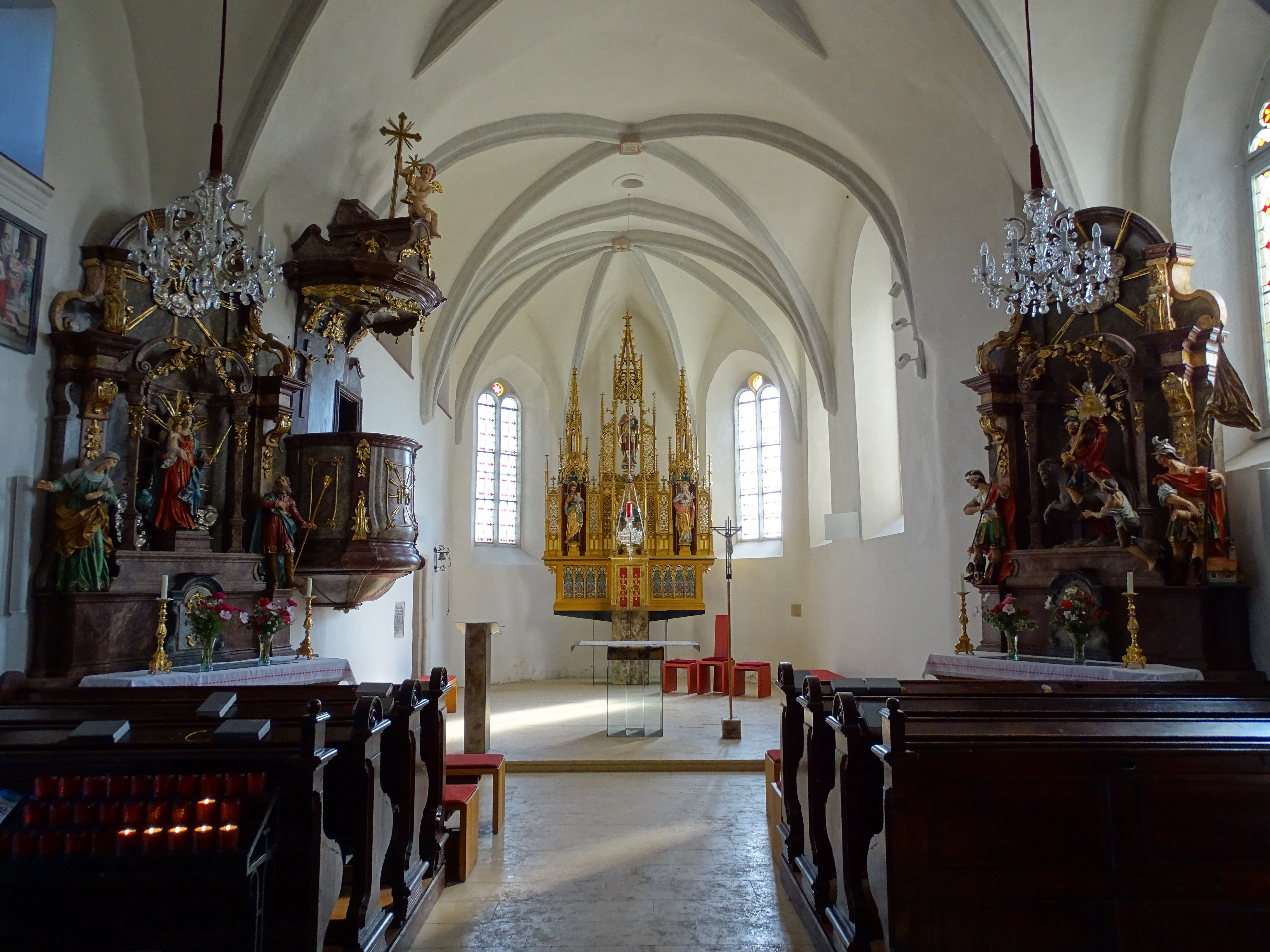
Blick auf den Hochaltar sowie die beiden Seitenaltäre

Die heutige, spätgotische Gestaltung der Kirche stammt zum Großteil aus der zweiten Hälfte des 15. Jahrhunderts. Die nördliche, vereinheitlichte Gebäudefront mit Giebel stammt aus dem Jahr 1862. Der eingestellte Kirchturm mit Zwiebelhelm und Laterne befindet sich im Südwesten des Bauwerkes. Er wurde 1703 erhöht und barockisiert. Die Kirche wird von einer Mauer umgeben.
Das dreijochige Langhaus wird von einem Netzrippengewölbe überspannt das auf Dreiviertel-Runddiensten sitzt. Es hat keinen Fronbogen. Der leicht eingezogene Chor schließt übergangslos an das Langhaus an und hat einen Fünfachtelschluss. Er wird von einem Kreuzrippengewölbe mit schildförmigen Schlusssteinen überwölbt. Weiters hat er zweibahnige Maßwerkfenster. Die hölzerne und vorgezogene Empore im Westen des Langhauses stammt aus dem Ende des 19. Jahrhunderts und hat zwei ungleiche Achsen. Sie wird von einem Kreuzgrat- sowie einem Kreuzrippengewölbe unterwölbt. An den südlichen Teil des Langhauses wurde im 17. Jahrhundert eine quadratische Seitenkapelle angebaut. Diese hat eine Stichkappentonne mit Putzgraten. Im Norden befindet sich ein Anbau mit einer Vorhalle und darüberliegenden Oratorium. Die Sakristei schließt sich im Osten an. Das nördliche Eingangsportal hat einen Rundbogen während das westliche einen Kielbogen sowie ein schmiedeeisernes Gitter aus dem Jahr 1910 hat. Beide Portale weisen eine spätgotische Verstäbung auf.
Der neugotische Hochaltar wurde 1893 von Robert Mikovics entworfen. Die Figuren auf dem Altar stammen von Jakob Gschiel. Die beiden Seitenältare und die Kanzel wurden im Stil des Rokoko um 1770 errichtet. Auf dem linken Altar befindet sich eine Marienstatue und auf dem rechten eine Statue des heiligen Martin. Beide Figuren wurden nach Art des Jakob Peyer gestaltet. Auf dem Altarblatt des aus dem 17. Jahrhundert stammenden Altars der Seitenkapelle wird der heilige Erhard dargestellt. Der Altartisch und der Ambo wurde 2008 von Alfred Graf gestaltet. Im Zuge der Innenrenovierung 2007–2008 wurde der Unterbau und die Mensa des neugotischen Hochaltars abgetragen und entweiht.